# Троицкий, Дмитрий Алексеевич (продюсер)
Дми́трий Алексе́евич Тро́ицкий (род. 30 июля 1971, Москва) — российский продюсер, режиссёр, медиаменеджер, академик Академии российского телевидения.

## Биография

### Ранние годы и образование
Родился в 1971 году в Москве в семье учёных-биохимиков.
В 1993 году окончил исторический факультет Московского государственного университета имени М. В. Ломоносова (МГУ). Защитил диплом по теме «Теоретические проблемы современной визуальной антропологии».
В 1997 году окончил Мастерскую индивидуальной режиссуры Бориса Юхананова по специальности «Режиссура театра и кино». Среди его педагогов по Мастерской были режиссёры Игорь и Глеб Алейниковы, художник Юрий Хариков. В мастерской Троицкий был ассистентом Юхананова. Там же он познакомился с будущими коллегами по киноиндустрии и телевидению — Александром Дулерайном, Ольгой Столповской и Олегом Хайбуллиным.

### Карьера

#### 1990-е
В начале 1990-х Троицкий вместе с Андреем Сильвестровым, Степаном Лукьяновым, Михаилом Игнатьевым и другими создал арт-объединение «Му-зей». Наибольшую известность получила состоявшаяся в 1992 году художественная акция «Каждый есть Бойс в масштабе своей жизни».
Один из создателей клуба независимого кино «Сине Фантом».
Первая профессия в 1994 году — разносчик газет.
В 1995 году устроился в рекламное агентство United Campaigns координатором креативной группы и копирайтером.
В 1997 году Троицкий вместе с Александром Дулерайном занялись производством рекламных радиороликов, а также сняли короткометражный фильм «Юность конструктора» (1995). Впоследствии Троицкий сыграл главную роль в фильме Дулерайна «Офшорные резервы» (2005). Оба фильма входят в сборник короткометражек «5 фильмов о смысле жизни».
В 1998 году вместе с Ольгой Столповской снял короткометражный фильм «$уд над Брунером», посвящённый акции Александра Бренера в амстердамском Стеделейке. Фильм демонстрировался на нескольких фестивалях короткометражного кино, а в 1999 году был закуплен нью-йоркским Музеем современного искусства (МоМA) в свою коллекцию.
В 1999 году они впервые выступили как режиссёры видеоклипа на песню «День народження» украинской группы «Вопли Видоплясова», который получил главный приз фестиваля «Дебют-Кинотавр» в категории «музыкальный клип».
В 1998 году перешёл в компанию BBDO Мarketing на должность видеопродюсера.

#### 2000-е
В 2000 году пришёл работать на СТС. Карьеру начал в должности режиссёра программы «Шоу-бизнес». Вскоре Троицкому предложили должность исполнительного продюсера, а с 2001 года — главного продюсера канала. Кроме «Шоу-бизнеса», за время работы на СТС Троицкий как директор собственного производства занимался проектами «Первое свидание», «Молодожёны», а в 2002 году запустил в эфир шоу «Окна», показавшее рекордные для канала рейтинги. Однако когда в 2002 году канал возглавил Александр Роднянский, бывший гендиректор СТС, Роман Петренко, предложил Троицкому перейти на телеканал ТНТ.
С июля 2002 по декабрь 2009 года Дмитрий Троицкий занимал пост генерального продюсера ТНТ. На канал Троицкий пришёл со своей командой, закрыл ряд низкорейтинговых и убыточных проектов и разработал новую концепцию эфира. Первым проектом обновлённого ТНТ стала программа «Окна», повысившая долю телеканала с 2,7 % до 5,4 %. Далее Троицкий решил сделать ставку на реалити-шоу: «Дом», «Запретная зона», «Голод», «Такси», «Ребёнок-робот», «Большой брат», а также «Дом-2», которое стало самым продолжительным реалити-шоу на российском телевидении по версии «Книги рекордов России». С лёгкой руки Дмитрия Троицкого свою медиакарьеру начала Ксения Собчак.

Впервые я увидел её в 2004 году на кассете с кастингом ведущих для «Дома-2». <…> Надо признаться, что как ведущая она была совершенно неопытная. Но моё первое впечатление, которое в последующие годы знакомства только укреплялось, было: «А она умная!» It girl, дочка Собчака, светская тусовщица — нам показалось достаточно интересным решением выбрать ведущей девушку, о которой многие слышали, но которую никто не видел.— Собака.ru — Ксения Собчак. Блондинка в шоколаде
В 2005 году, увидев выступление российских стендап-комиков, Троицкий предложил им сделать свой проект на телевидении.

Когда я в первый раз пришёл на их вечеринку, то сразу понял — это то, что надо для ТНТ. Я видел, как принимает их зал, как люди реагируют на их юмор. После шоу (это было в субботу) я подошёл к ним и сказал: в понедельник подписываем контракт.— Аргументы и факты. Петербург — Дмитрий Троицкий: «Лень держит зрителей перед телеэкранами»
Так на ТНТ появился «Comedy Club», основатели которого впоследствии создали продюсерский центр «Comedy Club Production». В январе 2012 года Газпром-Медиа Холдинг через свой телеканал ТНТ купил контрольный пакет Comedy Club Production (75 процентов минус одна акция) за $350 млн — беспрецедентную для рынка сумму. Создатели «Comedy Club» работали и над другими проектами, которые продюсировал Троицкий: «Смех без правил», «Убойная лига», «Comedy Woman», «Танцы без правил». В последнем проекте Троицкий выступил в качестве председателя жюри.
В 2006 году Троицкий предлагает новую стратегию развития телеканала — сериалы. В эфир выходят «Саша+Маша», а затем «Счастливы вместе». Из реалити-проектов на канале остаются только самые успешные: «Дом-2» и стартовавшая в 2007 году «Битва экстрасенсов».
В октябре 2007 года ТНТ получил самую высокую долю по Москве за все время существования канала: 10,1 % (аудитория в возрасте от 6 до 54 лет) и 15,7 % (аудитория 18—30 лет).
В 2007 году Троицкий продюсировал «Самый лучший фильм», который собрал рекордную выручку в $30 млн и вышел на второе место российского бокс-офиса.
В декабре 2009 года Троицкий принимает решение покинуть ТНТ, передав руководство производством канала своему другу и коллеге Александру Дулерайну.

#### 2010-е
В 2010 году Троицкий работает фрилансером: запускает проект «Топ-модель по-русски» на канале Муз-ТВ с ведущей Ксенией Собчак, а по заказу Олимпийского комитета России снимает документальный фильм «Вираж и финиш» о выступлении российской команды на летних юношеских Олимпийских играх в Сингапуре.
В ноябре 2010 года получает предложение от генерального директора «СТС Медиа» Антона Кудряшова стать его советником. С мая 2011 по декабрь 2014 года занимал пост генерального директора телеканала ДТВ (с октября 2011 года — «Перец»).
Задачей Троицкого было сменить формат канала на более современный и успешный. В результате 17 октября 2011 года канал был перезапущен как «Перец». Новая концепция — «первый несерьёзный канал для взрослых» — принесла результат: за 2012 год доля канала увеличилась на 30 % до 2,6 % среди зрителей в возрасте 25—49 лет. Кроме того, «Перец» занял второе место в рейтинге самых успешных молодых брендов по версии российского Forbes. По словам Троицкого, «у „Перца“ уникальное пограничное позиционирование — канал не чисто молодёжный, не чисто мужской и не чисто эротический, при этом 45 % нашей аудитории — женщины». Под руководством Троицкого «Перец» сделал ставку на клиповое смотрение: в эфире преобладали получасовые и часовые юмористические скетч-шоу и передачи с использованием UGC-видео («Улётное видео», «Улётные животные», «С. У. П.», «Анекдоты», «Счастливый конец», «Дорожные войны» и др.). По инициативе Троицкого, «Перец» первым на российском телевидении стал показывать интернет-проект — 23 октября 2011 года на канале вышел первый выпуск видеообзора «+100500» с Максимом Голополосовым.
В 2012 году ещё одним экспериментом Троицкого стало провокационное реалити-шоу «Джентльмены на даче». Его участники, 12 бывших заключённых, в течение месяца проходили на проекте курс социализации, чтобы адаптироваться к нормальной жизни. Проект получил широкий общественный резонанс, а член Общественной палаты РФ Денис Дворников даже предложил «передать ФСИН уникальный опыт, полученный во время работы с бывшими заключёнными».
В конце ноября 2014 года стало известно, что Дмитрий Троицкий покинул телеканал «Перец» и холдинг «СТС Медиа».
В 2017 году Дмитрий Троицкий переехал в Киев. Участвовал в проекте «Трансформация» украинского телеканала СТБ, возглавлял направление «Вещание».
После этого Троицкий уехал на постоянное место жительства в Майами (США), где занимался делами, не связанными с телевидением и продюсированием. Вернулся к художественной практике, взяв творческий псевдоним Митя Троцкий.
В 2018 в Майами в Art Media Gallery cостоялась выставкa его фотопроекта о пассажирах круизных кораблей. В январе 2018 выставка также была показана в Берлине в Kunstverein am Rosa-Luxemburg-Platz.